# 존 알레스
존 에일스(John Ales, 1969년 1월 3일 ~ )는 미국의 배우이다. 

## 출연 작품
- Crime Killer (1985)
- 바이브레이션 (1996)
- 스파이 하드 (1996)
- 너티 프로페서 (1996)
  - 너티 프로페서 2 (2000)
- 라이드 위드 데블 (1999)
- 버닝 다운 더 하우스 (2001, Burning Down the House)
- 업라이징 (2001)
- 라이프 오브 더 파티 (2005)
- Holidaze: The Christmas That Almost Didn't Happen (2006)
- 디워 (2007)